# ミライム・ラマ
ミライム・ラマ（Milaim Rama、1976年2月29日 - ）は、コソボ (旧ユーゴスラビア)・ヴィティ出身のサッカー選手。現役時代のポジションはFW。元スイス代表。

## 略歴
ユーゴスラビア時代のヴィティに生まれたが、ユーゴスラビア紛争の激化に伴い1994年にスイスへと移住した。アルバニアとスイスの国籍を保有していたが、2003年8月20日、フランス代表との親善試合でスイス代表デビューを果たした。このデビューにより、アルバニア人としてスイス代表史上初めて国際Aマッチに出場した選手となった。UEFA EURO 2004予選に1試合出場し、迎えた本大会では、スイス代表としてグループリーグ最終戦のフランス代表戦に後半40分から途中出場したのみで大会を終えた。